# 下新乡
下新乡，是中华人民共和国四川省绵阳市三台县曾经下辖的一个乡。2019年12月，撤销下新乡，将其所属行政区域划归古井镇管辖。

## 行政区划
下新乡撤销前下辖以下地区：
社区、五星村、风洞村、红旗村、富强村、团结村、下新松林村和凉水井村。